# تراوش تبخیری
تراوش تبخیری یک فرایند غشایی است که نفوذ اجزا در غشای پلیمری همراه با یک تغییر فاز از مایع به بخار است. خوراک این فرایند به صورت مایع بوده و هنگامی که در تماس با سطح غشا قرار می‌گیرد، به علت فشارهای پایین در سمت دیگر، اجزا در غشا نفوذ می‌کنند و با توجه به متفاوت بودن سرعت نفوذ، جداسازی مخلوط خوراک صورت می‌گیرد.
در دهه گذشته به دلایل زیر تراوش تبخیری به‌طور وسیعی مورد مطالعه قرار گرفته‌است:
1. اقتصادی بودن فرایند به علت مصرف کم انرژی
2. قابلیت جداسازی مخلوط‌های آزئوتروپ دار و ایزومر دار و مخلوط‌های آلی
3. عدم کاربرد مواد شیمیایی برای جداسازی
4. عدم نیاز به درجه حرارت بالا

امروزه جداسازی آب از مخلوط‌های آلی به کمک تراوش تبخیری یا تراوش بخار یکی از روش‌های مطرح در سطح جهان است. غشاهای جدیدی برای جداسازی الکل‌های ساده ماننده اتانول و متانول از مخلوط حلال‌های آلی در حال توسعه است.